# Крединца (Констанца)
Крединца (рум. Credința) насеље је у Румунији у округу Констанца у општини Кирнођени. Oпштина се налази на надморској висини од 69 m.

## Становништво
Према подацима из 2002. године у насељу је живело 326 становника, од којих су сви румунске националности.